# Флаг Чехова
Флаг Че́хова — официальный символ городского поселения Чехов Чеховского района Московской области Российской Федерации.
Флаг утверждён 15 ноября 2007 года и внесён в Государственный геральдический регистр Российской Федерации под номером 3682.
Флаг муниципального образования город Чехов составлен на основании герба города Чехова по правилам и соответствующим традициям вексиллологии и отражает исторические, культурные, социально-экономические, национальные и иные местные традиции.

## Описание
«Прямоугольное малиновое полотнище с отношением ширины к длине 2:3, несущее жёлтую кайму в 1/9 ширины полотнища и посередине белую летящую чайку с поднятыми и распростёртыми крыльями».

## Обоснование символики
Стилизованное изображение Чеховской чайки аллегорически указывает на происхождение названия города — по имени великого русского писателя А. П. Чехова, который жил сравнительно долгое время в усадьбе Мелихово, расположенной на чеховской земле.
Флаг композиционно и стилистически перекликается с флагом Чеховского муниципального района, тем самым, символизируя общность интересов и неразрывность истории двух муниципальных образований.
За основу флагов города и района взят герб, утверждённый решением бюро ГК КПСС и исполнительного комитета Чеховского городского Совета народных депутатов в 1981 году.
Малиновый цвет (геральдический пурпур) — символ славы, благородства, достоинства, созвучен наиболее часто применяемому цвету театральных занавесов.

Белый цвет (серебро) — символ творчества, чистоты, совершенства, мира и взаимопонимания.

Жёлтая кайма, окружающая полотнище — символизирует город Чехов как центр одноимённого района, окружающего город.

Жёлтый цвет (золото) — символ урожая, богатства, стабильности, величия, интеллекта, великодушия.